# BTV (Litwa)
BTV – litewski kanał telewizyjny. Powstał w 1993 roku. BTV nadaje 24 godziny na dobę. Program składa się z rozrywki, informacji, programów edukacyjnych, filmów i seriali telewizyjnych.
Prezenterzy – JSC Baltic TV (właściciel – JSC Concern Achema Group).